# Івановка (Маріїнський округ)
Іва́новка (рос. Ивановка) — присілок у складі Маріїнського округу Кемеровської області, Росія.

## Населення
Населення — 48 осіб (2010; 80 у 2002).
Національний склад (станом на 2002 рік):
- росіяни — 99 %